# Station Dortmund-Lütgendortmund
Station Dortmund-Lütgendortmund (Duits: Bahnhof Dortmund-Lütgendortmund) is een ondergrondse S-Bahnstation in het stadsdeel Lütgendortmund van de Duitse stad Dortmund. Het station ligt aan de spoorlijn Dortmund-Lütgendortmund – Dortmund-Dorstfeld.

## Treinverbindingen
| Serie | Treinsoort            | Route | Bijzonderheden |
| ----- | --------------------- | --- | -------------- |
| S 4   | S-Bahn (DB Regio NRW) | Dortmund-Lütgendortmund – Dortmund-Dorstfeld – Dortmund Stadthaus – Dortmund-Brackel – Dortmund-Wickede – Massen – Unna |                |